# Drangijana
Drangijana (staroperzijsko: Zranka, »dežela vode«) je bila satrapija Ahemenidskega cesarstva, današnji Sistan v Iranu in Afganistanu. Dežela je pretežno puščavska, le v dolini reke Etimandrus, današnja Helmand, so plodne ravnine.
Iranska plemena, ki so jih Grki imenovali Sarangijanci ali Drangijanci, so bili najprej podložniki Medijcev. Njihovo oblast je okrog leta 550 pr. n. št. prevzel perzijski kralj Kir Veliki. Podobno kot Medijsko, je bilo tudi Ahemenidsko cesarstvo organizirano bolj ohlapno, zato lahko imamo obe cesarstvi za precej ohlapno plemensko konfederacijo z medijskim ali perzijskim vladarjem.
Drangijanci in druga plemena vzhodnega Irana so bila sorodna Medijcem in Perzijcem. Govorila so isti jezik in imela podobne običaje, na primer kult ognja in kult najvišjega boga Ahuramazda, zato perzjske oblasti niso imela za okupacijo.
Zgodovinarji, ki opisujejo vojne pohode Aleksandra Velikega, pravijo, da je na ozemlju Drangijane živelo pleme Arijaspe, ki je bilo znano tudi kot  »Dobrotniki«, ker so rešili vojsko kralja Kira, ko je prečkala puščavo. 
V času Dareja I. Velikega (522–486 pr. n. št.) so se začele stvari spreminjati. Darej je Ahemenidsko cesarstvo razdelil na dvajset davčnih okrajev - satrapij. Grški raziskovalec Herodot (5. stoletje pr. n. št.) pravi, da so Sarangijanci spadali v isto satrapijo kot Utijci, Temenejci, Mijci in Sagartijci. V satrapiji so bila tudi nekatera plemena, ki so jih v Perzijski zaliv preselili od drugod. 
Vsa plemena, razen Temenejcev, ki so sicer nepoznani, in Mijcev, ki so živeli v Omanu, so bila iz osrednjega Irana. V kasnejših tekstih so Utijci omenjeni v Zagrosu, gorovju severno od perzijskega glavnega mesta Perzepolisa in Pasargade. Možno je tudi to, da so v 6. stoletju pr. n. št. živeli malo vzhodneje.
Perzijci so na ozemlju Drangijane ustanovili glavno mesto z imenom Frada, ki je morda istovetno s sodobnim mestom Farâh. Možno je tudi to, da je mesto stalo v Dahan-i-Ghulamanu v bližini današnjega Zabola, kjer so odkrili ahemenidsko palačo. Družba se je očitno spremenila in Drangijanci so iz pastirskih nomadov postali kmetje, ki so živeli v vaseh. Pomembna gospodarska dejavnost je postala proizvodnja kositra, ki je surovina za bron. Grški geograf Strabon je nekaj stoletij kasneje zapisal, da so bili Drangijanci persisontes, kar verjetno pomeni, da so »postali takšni, kot Perzijci« (Geografija 15.2.10).
Proces preobrazbe se je očitno končal pred obdobjem Aleksandra Velikega, ki je prišel v Drangijano novembra 330 pr. n. št. Provinca je bila takrat dobro organizirana. Vladal pa ji je satrap Barsaentes, ki je bil istočasno satrap Arahozije. Aleksander je imenoval novega satrapa, Arsamesa in prestolnico preimenoval v Profthazijo. 
Po Aleksandrovi smrti je njegovo cesarstvo razpadlo, ozemlje pa so si razdelili njegovi generali - diadohi. Drangijana je pripadla Selevku I. Nikatorju, ustanovitelju Selevkidskega cesarstva. Selevkidi so pokrajini vladali več kot sto let. Na začetku 2. stoletja pr. n. št. se je izpod njihove oblasti osamosvojla Baktrija. Njeni vladarji, ki so se imeli za Grke, so hoteli pokoriti sosednja ozemlja in leta 184. pr. n. št. osvojili Gandaro in Drangijano. Grško-baktrijska oblast ni trajala dolgo. Drangijano so osvojili Parti in jo z Arijo združili v eno upravno enoto. Tudi oblast Partov ni trajala dolgo, ker so deželo leta 128 pr. n. št. osvojili Skiti. 
Skiti so bili nomadska plemena iz osrednje Azije, katera so dolgo časa uspevali zadrževati izven meja Irana, nekaj let pred tem pa so uspela opustošiti grško-baktrijsko kraljestvo. Saki so Drangijano preimenovali v Sakastan, kar se je pretvorilo v današnji Sistan.

## Vir
- Drangiana by Jona Lendering Arhivirano 2012-09-21 na Wayback Machine.